# Studio Pierrot
K.K. Studio Pierrot (jap. 株式会社スタジオぴえろ, Kabushiki-gaisha Sutajio Piero, engl. Studio Pierrot Co., Ltd.) ist ein japanisches Produktionsstudio für Anime.
Der Name der Firma ist vom französischen Wort für Clown abgeleitet.

## Geschichte
Im April 1977 schlossen sich die Animatoren und Regisseure Yūji Nunokawa (布川 郁司), Mitsuo Uenashi (上梨 満雄) und Hiroko Tokita (ときた ひろこ) zu einer gemeinsamen Gruppe zusammen. Im Mai 1979 wurde daraus das Animationsunternehmen K.K. Studio Pierrot (株式会社スタジオぴえろ, kabushiki-gaisha Sutajio Piero) in Mitaka bei Tokio.
Nunokawa und Uenashi, die unter anderem für Tatsunoko Production arbeiteten, warben weitere Regisseure von dort ab – so etwa Hisayuki Toriumi (鳥海 永行), Masami Annō (案納正美), Motosuke Takashi (高橋 資祐) und Mamoru Oshii. Als erstes Animationswerk entstand von 1980 bis 1981 die Fernsehserie Wunderbare Reise des kleinen Nils Holgersson mit den Wildgänsen, die von Gakken produziert wurde. 1981 folgte Urusei Yatsura (1981–1986) mit Kitty Film als Produzenten. Für Gakken animierten sie in der Folge dann die Fernsehserien Maicching Machiko-sensei (1981–1983) und Frau Pfeffertopf (1983–1984). Waren dies noch Auftragsproduktionen, folgte 1983/84 mit der Fernsehserie Mahō no Tenshi Creamy Mami die erste Eigenproduktion des Studios. Dieser war ein großer Erfolg beschieden, so dass die Serie einerseits mehrere OVAs als Fortsetzungen nach sich zog, aber das Studio auch weitere Magical-Girl-Serien produzierte: Mahō no Yōsei Perusha (1984–1985), Mahō no Star Magical Emi (1985–1986) und Mahō no Idol Pastel Yūmi (1986). Zum 20-jährigen Jubiläum des Studios sollte 1998 in Anknüpfung an diese Reihe dann Mahō no Stage Fancy Lala erscheinen. Ebenfalls 1983 kam mit Urusei Yatsura: Only You auch der erste Film des Studios in die Kinos und es erschien mit Dallos auch die erste OVA überhaupt. Bei beiden war Mamoru Oshii Regisseur.
Im Mai 1985 wurde zur Verwaltung der Urheberrechte bzw. zur Vermarktung der Produktionen das Tochterunternehmen K.K. Pierrot Project (株式会社ぴえろプロジェクト, Kabushiki-gaisha Piero Purojekuto) gegründet.
Von 1992 bis 1995 hatte das Studio mit der Verfilmung des Shōnen-Jump-Titels Yū Yū Hakusho einen weiteren großen Erfolg, dem sich mit Naruto (seit 2002) und Bleach (seit 2004) weitere langlaufende Adaptionen aus diesem Shōnen-Mangamagazin anschlossen.
2002 schlossen sich die K.K. Pierrot Project und die K.K. Studio Pierrot zum gemeinsamen Unternehmen K.K. Pierrot zusammen. Seit 2004 tritt dieses in Anlehnung an den früheren Unternehmensnamen unter der Marke Studio Pierrot (studioぴえろ) auf. Zum 1. August 2025 wurde das Unternehmen in K.K. Studio Pierrot (株式会社スタジオぴえろ Kabushiki-gaisha Sutajio Piero) umbenannt.

## Produktionen

### Filme
- 1983: Urusei Yatsura: Only You
- 1984: Urusei Yatsura 2: Beautiful Dreamer
- 1987: Aitsu to Lullaby: Suiyobi no Cinderella
- 1987: Baribari Densetsu
- 1988: Kimagure Orange Road: Ano Hi ni Kaeritai
- 1996: Shin Kimagure Orange Road - Soshite, Ano Natsu no Hajimari
- 1999: Chiisana Kyojin Microman: Daigekisen! Microman VS Saikyō Senshi Gorgon
- 2001: Saiyuki – Requiem
- 2004: Gekijōban Naruto: Daikatsugeki! Yuki-hime Nimpōchō Dattebayo!!
- 2004: Naruto: Konoha no Sato no Daiundōkai
- 2005: Gekijōban Naruto: Daigekitotsu! Maboroshi no Chitei Iseki Dattebayo
- 2006: Gekijōban Bleach: Memories of Nobody
- 2006: Gekijōban Naruto: Daikōfun! Mikazuki-jima no Animal Panic Dattebayo
- 2007: Gekijōban Bleach: The DiamondDust Rebellion – Mō Hitotsu no Hyōrinmaru
- 2007: Naruto Shippūden
- 2008: Naruto Shippūden: Kizuna
- 2009: Naruto Shippūden: Hi no Ishi o Tsugumono
- 2010: Naruto Shippūden: The Lost Tower
- 2011: Gekijōban Naruto: Blood Prison
- 2012: Road to Ninja: Naruto the Movie

### Fernsehserien
- 1980: Wunderbare Reise des kleinen Nils Holgersson mit den Wildgänsen
- 1981: Maicching Machiko-sensei
- 1981: Urusei Yatsura
- 1982: Die geheimnisvollen Städte des Goldes
- 1983: Frau Pfeffertopf
- 1983: Mahō no Tenshi Creamy Mami
- 1984: Mahō no Yōsei Perusha
- 1984: Saber Rider und die Starsheriffs
- 1985: Mahō no Star Magical Emi
- 1986: Kickers
- 1986: Mahō no Idol Pastel Yūmi
- 1987: Kimagure Orange Road
- 1988: Osomatsu-kun
- 1990: Edokko Boy: Gatten Taro
- 1991: Drei kleine Geister
- 1992: Yū Yū Hakusho
- 1995: Fushigi Yuugi
- 1996: Akachan to Boku
- 1996: Gon, der Höhlenfratz
- 1997: Chūka Ichiban!
- 1997: CLAMP Gakuen Tanteidan
- 1997: Rekka no Honō
- 1998: Dokkiri Doctor
- 1998: Mahō no Stage Fancy Lala
- 1998: Neo Ranga
- 1999: Chiisana Kyojin Microman
- 1999: Great Teacher Onizuka
- 1999: Power Stone
- 1999: Um die Welt mit Barbapapa
- 2000: Ayashi no Ceres
- 2000: Saiyuki
- 2001: Hikaru no Go
- 2001: Kogepan
- 2001: Super Gals! Kotobuki Ran
- 2002: 12 Kingdoms – Juuni Kokki
- 2002: Naruto
- 2002: Tōkyō Myū Myū
- 2002: Tōkyō Underground
- 2003: E’s Otherwise
- 2003: Saiyuki Reload
- 2003: Tantei Gakuen Q
- 2004: Bleach
- 2004: Midori no Hibi
- 2004: Saiyuki Reload Gunlock
- 2005: Eikoku Koi Monogatari Emma
- 2005: Emma – Eine viktorianische Liebe
- 2007: Blue Dragon
- 2007: Naruto Shippūden
- 2009: Hanasakeru Seishōnen
- 2011: Level E
- 2012: Kingdom
- 2012: Naruto SD: Rock Lee no Seishun Full-Power Ninden
- 2012: Shirokuma Cafe
- 2013: Kingdom 2
- 2014: Akatsuki no Yona
- 2014: Baby Steps
- 2014: Sabagebu!
- 2014: Soredemo Sekai wa Utsukushii
- 2014: Tōkyō Ghoul
- 2015: Baby Steps
- 2015: Mr. Osomatsu
- 2015: Tōkyō Ghoul √A
- 2016: Divine Gate
- 2016: Onigiri
- 2016: Puzzle & Dragons
- 2016: Tsukiuta. The Animation
- 2016: Twin Star Exorcists
- 2017: Black Clover
- 2017: Boruto – Naruto Next Generations
- 2017: Convenience Store Boy Friends
- 2017: Dynamic Chord
- 2017: élDLIVE
- 2017: Mr. Osomatsu
- 2018: Magical Girl Ore

### Original Video Animations
- 1983: Dallos
- 1984: Mahō no Tenshi Creamy Mami: Eien no Once More
- 1985: Area 88
- 1985: Cosmo Police Justy
- 1985: Mahō no Tenshi Creamy Mami: Long Goodbye
- 1985: Mahō no Tenshi Creamy Mami: Lovely Serenade
- 1986: Anmitsu Hime
- 1986: Baribari Densetsu
- 1986: Creamy Mami Song Special 2: Curtain Call
- 1986: Mahō no Star Magical Emi: Semishigure
- 1987: Mahō no Yōsei Perusha: Kaiten Mokuba
- 1989: Baō Raihōsha
- 1989: Kimagure Orange Road
- 1991: Ningyo no Mori
- 1992: Abashiri Ikka
- 1993: Arslan Senki
- 1994: Plastic Little
- 1996: Boku no Marie
- 1996: Fushigi Yūgi Original Episode
- 1997: Fushigi Yūgi Dai-ni-bu
- 2001: Fushigi Yuugi – The Mysterious Play
- 2002: From I"s – Mō Hitotsu no Natsu no Monogatari
- 2002: Gensōmaden Saiyuki: Kibō no zaika
- 2003: Naruto Special: Akaki Yotsuba no Clover o Sagase
- 2004: Bleach: Memories in the Rain
- 2004: Takigakure no Shitō Ore ga Eiyū Dattebayo!
- 2005: I"s Pure
- 2005: Tsuini Gekitotsu! Jōnin tai Genin!! Musabetsu Dairansen Taikai Kaisai!!
- 2007: Saiyuki Reload: Burial
- 2015: Tōkyō Ghoul: Jack
- 2015: Tōkyō Ghoul: Pinto

### Weitere Anime-Produktionen
- 1985: Urusei Yatsura: Ryōko no 9-gatsu no Ochakai (Special)
- 1988: Mata Aeru-ccha! Urusei Yatsura TV Yokoku Henshū (Special)
- 1989: Urusei Yatsura: Karaoke Music Parade (Special)
- 2004: Hikaru no Go: Hokuto-hai e no Michi (Special)